# December 2008
Dit artikel geeft een chronologisch overzicht van belangrijke gebeurtenissen per dag in de maand december van het jaar 2008.

## Gebeurtenissen

### 1 december
- Toekomstig Amerikaans president Barack Obama maakt zijn keuzes bekend voor de posten binnen zijn kabinet op het gebied van veiligheid en buitenlands beleid. Zoals verwacht wordt Hillary Clinton de nieuwe minister van Buitenlandse Zaken.
- Tutsi-rebellen onder leiding van oud-generaal Laurent Nkunda trekken zich terug uit de plaats Ishasha in het oosten van de Democratische Republiek Congo.

### 2 december
- Het constitutioneel hof van Thailand beveelt premier Somchai Wongsawat af te treden omdat zijn regeringspartij de PPP eind 2007 verkiezingsfraude heeft gepleegd. De PPP moet van het hof worden ontbonden.

### 3 december
- Het Pakistaanse leger doodt zeker dertig militante moslims tijdens luchtaanvallen. Ook drie Pakistaanse militairen en een burger komen om nabij de Afghaanse grens.
- De jury van de Beeld en Geluid Awards, voorheen de Gouden Beelden, gunt de oeuvreprijs 2008 aan sportpresentator Mart Smeets. De ereprijs wordt jaarlijks uitgereikt aan een prominente persoonlijkheid die een bijzondere bijdrage leverde aan de Nederlandse televisie gedurende een lange periode.

### 4 december
- De Zwitser Louis Palmer heeft als eerste met een op zonne-energie voortgedreven zonnewagen de wereld rondgereden. De tocht duurde zeventien maanden en besloeg 52 000 kilometer.

### 5 december
- De gemeente Amsterdam zegt het aantal prostitutieramen op de Wallen en in andere delen van het stadscentrum met de helft te willen terugbrengen.
- Ton Hooijmaijers, gedeputeerde van de provincie Noord-Holland, krijgt de Zwarte Piet Award 2008. De organisatie reikt de ‘prijs’ jaarlijks uit aan de persoon die zich "op de meest brutale of beschamende wijze heeft laten leiden door een ondeugd".
- Het team van de toekomstige president van de Verenigde Staten, Barack Obama, roept op geld te doneren aan Hillary Clinton. Die verloor in de voorronde van Obama. In totaal staat zij 5,9 miljoen euro in de min.
- Denemarken brengt zijn ambassadepersoneel in de Afghaanse stad Kabul tijdelijk over naar een geheime locatie. De stap volgt op een veiligheidsanalyse van de Deense inlichtingendiensten.

### 6 december
- De aanstaande Amerikaanse president Barack Obama kondigt in zijn wekelijkse radiotoespraak een agressief actieplan aan voor de redding van de economie. De Democraat wil in wegen en spoor investeren op een schaal die sinds de jaren ‘50 van de twintigste eeuw niet meer is overtroffen.
- Job Kienhuis schrijft geschiedenis bij de Swim Cup in Eindhoven. De zwemmer uit Denekamp verbetert in een race twee Nederlandse records, op 800 en 1500 meter vrije slag: 8.07,62 en 15.18,51. Bij de vrouwen zorgt Lia Dekker voor een bijzonderheid. Met 2.30,09 zwemt op de 200 school het twintig jaar oude Nederlands record van Linda Moes (2.30,83) uit de boeken.
- Kickbokser Remy Bonjasky wint voor de derde keer in zijn loopbaan de prestigieuze titel van de K-1. De Nederlander is in de finale te sterk voor Badr Hari, de Amsterdammer die voor Marokko uitkomt.
- Piraten vallen voor de kust van Tanzania een Nederlands containerschip aan dat onder de vlag van Hongkong vaart en een Tanzaniaanse bemanning heeft.

### 7 december
- China roept de Franse ambassadeur in Peking op het matje wegens de ontmoeting van de Franse president Nicolas Sarkozy met de Tibetaanse geestelijke leider, de dalai lama.
- Als niet snel hulp wordt geboden, sterven de komende weken mogelijk honderden mensen in Zimbabwe door cholera. Dat zegt het hoofd van het VN-kinderfonds Unicef in Zimbabwe, Roeland Monasch, tegen de BBC.
- Een meerderheid van de Amsterdamse raadsleden vindt dat de term 'allochtoon' officieel moet worden vervangen door termen als 'Turkse of Marokkaanse Amsterdammer'. Dat blijkt uit een onderzoek dat de nieuwssite Nieuwsuitamsterdam.nl publiceert.

### 10 december
- Sterrenkundigen van de Duitse Max-Planck-Gesellschaft komen na een onderzoek van zestien jaar met het beste bewijs tot nu toe dat er zich in het midden van de Melkweg een superzwaar zwart gat bevindt, op de plaats van de radiobron Sagittarius A*. Uit de verzamelde gegevens is af te leiden dat dit zwarte gat 27 000 lichtjaar van de Aarde verwijderd is en bijna vier miljoen maal zo zwaar is als de Zon.

### 11 december
- Een Amerikaans regeringsplan voor een kapitaalinjectie van 14 miljard dollar om de drie grote autofabrikanten Chrysler, Ford en General Motors te ondersteunen is niet door het Amerikaans Congres gekomen. Gevreesd wordt dat bij het uitblijven van steun mogelijk 2,5 miljoen Amerikanen hun baan zullen verliezen.

### 12 december
- Zwitserland wordt het 25e Europese land dat toetreedt tot het Schengenakkoord, waardoor paspoortcontroles van personen aan de grenzen in principe niet meer worden uitgevoerd.

### 14 december
- Bij een veerramp in de noordelijke Filipijnse provincie Cagayan komen minstens 22 passagiers om het leven.

### 17 december
- De Vlaamse advocaat Luc Panis uit Dilbeek wint met acht fouten het Groot Dictee der Nederlandse Taal. In zijn negentienjarig bestaan was dit het dictee met het op twee na hoogste gemiddelde aantal fouten. Opsteller was de Vlaamse schrijfster Kristien Hemmerechts.
- Het Europees Parlement gaat bijna in zijn geheel akkoord met het '20-20-20-klimaatplan' van de Europese Unie. Dit plan streeft ernaar om ten opzichte van 1990 in 2020 in de lidstaten het broeikasgas en het energieverbruik met twintig procent te hebben teruggebracht alsook het gebruik van duurzame energie met twintig procent te hebben verhoogd.

### 18 december
- In Skopje winnen de Noorse handbalsters voor de vierde keer de Europese titel door in de finale Spanje met 34-21 te verslaan.
- De pianist Alfred Brendel sluit zijn carrière af in de Wiener Musikverein.

### 19 december
- De Belgische premier Yves Leterme biedt koning Albert het ontslag van zijn hele regering aan. De ontslagaanbieding is het gevolg van een nota van het Hof van Cassatie waarin wordt aangegeven dat de regering zou hebben geprobeerd rechters te beïnvloeden. Eerder op de dag heeft minister van Justitie Jo Vandeurzen al ontslag genomen.

### 6 december
- In Griekenland breken op verscheidene plaatsen rellen uit nadat een vijftienjarige jongen door een politiekogel om het leven komt. >>meer nieuws
- Bij een vuurgevecht tussen bendeleden en de politie in de Filipijnse stad Parañaque City in Metro Manilla komen minstens zestien mensen om het leven, onder wie een vijftal burgers.

### 21 december
- België en Israël hebben een geschil over eigendom en huur van het Belgisch consulaat-generaal in Jeruzalem. Het consulaatgebouw was van een Palestijn in ballingschap maar is door Israël in beslag genomen op basis van een wet die niet door België wordt erkend. België heeft de huur altijd aan de Palestijn betaald maar een nieuwe Israëlische eigenaar eist nu de huur op.

### 22 december
- Koning Albert van België aanvaardt het ontslag van de regering-Leterme.

### 23 december
- Het leger van Guinee pleegt een staatsgreep. Deze volgt op het overlijden van president Lansana Conté een dag eerder.

### 27 december
- Bij Israëlische luchtaanvallen op gebouwen van Hamas in de Gazastrook vallen meer dan 220 doden. De aanvallen zijn een reactie op door Hamas opgeëiste raket- en mortieraanvallen op Israëlisch grondgebied. Door de wederzijdse aanvallen lijkt een verlenging van het op 19 december afgelopen bestand tussen beide partijen ver weg.

### 28 december
- Koning Albert van België belast Herman Van Rompuy met de vorming van een regering.

### 30 december
- Herman Van Rompuy legt de eed af als de nieuwe premier van België. Stefaan De Clerck wordt de nieuwe minister van Justitie, Steven Vanackere minister van Ambtenarenzaken, Overheidsbedrijven en Institutionele Hervormingen en Guido De Padt minister van Binnenlandse Zaken.
- Dewanand Balesar, Surinaams voormalig minister van Openbare Werken, wordt veroordeeld tot twee jaar onvoorwaardelijke celstraf vanwege o.a. corruptie.

<< · januari · februari · maart · april · mei · juni · juli · augustus · september · oktober · november · december · >>